# Малі Канівці
Малі́ Канівці — село в Україні, у Золотоніському районі Черкаської області. Входить до складу Чорнобаївської селищної громади.

## Географія
Село на півночі межує з селищем. Чорнобай, на півдні — з с. Великі Канівці. Розташовується в середній течії р. Ірклій, на лівому та правому березі.

## Історія
За переказами місцевих жителів назва села походить від переселенців з Канева, але більш імовірно, що назва села походить від першопоселенця на прізвище Канівець.
Перша документальна згадка про Дальні (Малі) Канівці датована 1648 роком.
За Гетьманщини село Малі Канівці входило як до складу Іркліївської сотні Переяславського полку, так і з 1757 року, у відновленій Канівецькій сотні того ж полку.
Сотенний центр Канівецької сотні у 1648—1649 та 1658—1663 роках знаходився в Малих (Дальніх) Канівцях.
Зі скасуванням полкового устрою на Лівобережній Україні, Малі Канівці в 1781 році увійшли до Золотоніського повіту Київського намісництва.
За описом Київського намісництва 1787 року у Малих Канівцях проживало 432 душі. Село було у володінні різного звання «казених людей» козаків і власників: таємного радника Миколи Неплюєва, майора Федора Іваненка, військового товариша Василя Ходаківського.
У XIX ст. Малі Канівці перебували у складі Золотоніського повіту Полтавської губернії.
Село є на мапі 1812 року.

## Населення

### Мовний склад
Рідна мова населення за даними перепису 2001 року:
| Мова       | Чисельність, осіб | Доля     |
| ---------- | ----------------- | -------- |
| Українська | 706               | 97,11 %  |
| Російська  | 21                | 2,89 %   |
| Разом      | 727               | 100,00 % |

## Пам'ятки
Навколо села розташовані близько 40-ка курганів різних розмірів. В більшості вони розорюються під посіви. І лише шість є задернованими, вони мають власні топонімічні назви: «Смотрикова могила», «Лисячі нори», «Козацька могила», «Анісін горб», «Віднога». В більшості залишені племенами епохи бронзи.
В 1978-79 рр. під час будівництва зрошувальної системи за 5 км на схід від села археологами було досліджено 7 курганів в тому числі і курган «Роблена могила» у яких виявили 14 поховань різних періодів: 13 поховань ямної і лише одне культури багатоваликої кераміки (бабинської культури).
На території села у 2012-15 рр. проведено археологічні розвідки, у результаті яких виявлено нові, раніше не відомі, археологічні пам'ятки (уроч. Ганничі, Береги, Водокачка, Скакуни). Зібрано фрагменти кераміки, кременю, кісток ВРХ. За результатами ідентифікації кераміка належить представникам ямної, київської, черняхівської культур, а також козацької доби II половини XVII ст.
Поблизу Малих Канівців виявлено і локалізовано на місцевості чотири селітроварні майдани. Козаки були залучені до цього важливого промислу. Крім селітроваріння місцеве населення займалось чумацтвом, ткацтвом, теслярством, столярством, ковальством. Основним заняттям було і досі залишається залишається хліборобство, тваринництво, бджільництво, мисливство, рибальство.
Різдво-Богородицька церква Точної дати будівництва не відомо. В описі села за 1765 р. церква вже присутня. При ній працювала парафіяльна школа. Священик Орда Яків Якович. Спалена в 30-х роках XX ст. На місці де стояла церква та цвинтар тепер зведений будинок культури. На цвинтарі при церкві похований брат статського радника Іванова В. А. Самого ж Іванова Віктора Андрійовича було поховано на цвинтарі біля Преображенської церкви в селі Великі Канівці. Церкву в 30-х роках XX ст. було спалено місцевими комуністами, а цвинтар знищено. На місці, де стояла церква та цвинтар тепер розташовані городи. Мармуровий пам'ятник Іванову В. А. було вивезено до «Буберівки» та викинуто в болото заплави Ірклія. Пам'ятник знаходився там до 2007 року, але з ініціативи сільського голови Гриценка М. І. надгробок було відчищено та встановлено біля церковища.
Дуб Іванова — найбільше дерево як села, так і басейну річки Ірклій. Його вік близько 150 років, стовбур завширшки понад 2 метри (обхопити можуть лише 4 людини). Охороняється місцевою владою.
Панський яр — заповідне урочище природно-заповідного фонду України, знаходиться між урочищами Марійка й Малоканівецький Ліс. Яр задернований. Довжина 223 м, ширина 80-90 м. Флора представлена різнотрав'ям, зустрічаються рідкісні та занесені до Червоної книги України рослини: шафрани (зростають навколо с. Малі Канівці. Інтенсивно знищуються навесні місцевим населенням), ковила дніпровська (крім заповідного урочища Панський Яр зустрічається і на центральному кладовищі с. Малі Канівці), півники болотні.
Осінню 2024 р. на схилі урочища встановлено Інформаційний знак: Ботанічна памятка "БАЛКА БІЛЯ СЕЛА ВЕЛИКІ КАНІВЦІ". Охороняється законом.
Малоканівецька районна лікарня (1906—1964 рр.) Перед смертю малоканівецький дійсний статський радник Іванов В.А. відписав частину своїх земель Красногірському монастирю, а свій маєток в селі Малі Канівці з господарськими будівлями, парком та фруктовим садом відписав Золотоніському земству для відкриття в ньому лікарні. Відкрили лікарню в 1906 році. Завідував нею Еленгорн С.Я., потім Орда О.Я.
Поблизу Малоканівецької школи встановлена кам'яна брила з меморіальною дошкою на честь Михайла Драй-Хмари.
Навесні 2008 року в селі закладено дендропарк «Канівецький». При його закладці були присутні уродженець села депутат Томенко М. В., голова обласної ради Володимир Гресь, депутат обласної ради Володимир Лук'янець, ректор Черкаського національного університету Анатолій Кузьмінський, студенти ЧНУ, керівники району та села.

## Промисловість, інфраструктура та об'єкти соціальної сфери
На території Малих Канівців розташовані: Школа І-ІІ ст., Клуб, ФАП, Пошта, магазин «КООП». Село розташоване на берегах річки Ірклій. В межах населеного пункту в 60-х рр. XX ст. створений ставок для зрошення полів місцевого колгоспу. Ставок має назву «Канівецький» у межах сіл Малі та Великі Канівці.
З 2022 р. школа припинила функціонувати. Діти змушені відвідувати навчальні заклади сусідніх сіл.

## Топоніми
- Беньдюга
- Бурти
- Віднога
- Ганничі
- Дамба
- Дієнків млин
- Дуб Іванова
- Жанине
- Загребля
- Івановський ліс
- Іркліївський шлях
- Квітасі
- Ковалівка
- Косова дорога
- Котярівщина
- Мало-Канівецький ліс
- Марійка
- Панський яр
- Рибацький острів
- Скакуни
- Столярівщина
- Тір
- Томенки
- Тунелі
- Хами
- Центр
- Шовковички

## Відомі люди
В селі народилися:
- Драй-Хмара Михайло Опанасович — український поет, літературознавець, перекладач.
- Коваль Микола Григорович — перший староста села Малі Канівці. Призначений у 2020 р.
- Науменко Лідія Іванівна (нар. 12 жовтня 1960) — відома поетеса. Авторка багатьох віршів та літературних збірок. Знана в літературних колах.
- Олійник Іван Васильович (1949—2019) — радянський моряк-підводник. 12 квітня 1970 року в Біскайській затоці після пожежі затонув атомний підводний човен К-8 Північного флоту. Загинуло 52 члена екіпажа. Іван Васильович уцілів і врятував 18 моряків. Нагороджений медаллю Ушакова.
- Приліпко Марія Василівна (нар. 23 травня 1937) — краєзнавиця. Авторка історико-документального дослідження «Іван Піддубний — Сила України». Лауреатка черкаської обласної краєзнавчої премії ім. М. Максимовича (2007), Літературно-мистецької премії імені Михайла Старицького (2010).
- Прядка-Томенко Лідія — відома поетеса. Лауреатка літературно-мистецької премії імені Михайла Старицького (2004). Авторка збірок прозових творів «Райські яблука» та п'єс «Кленовая скриня».
- Прядко Петро Іванович (1916 — 2003) — контррозвідник «СМЕРШ» НКВС СРСР. Діяв в абвергрупі 102 при штабі німецької 17 армії. Нагороджений орденом Червоного Прапора (24.06.1944), званням «Почесний співробітник контррозвідки» (1996).[7]
- Прядко Олександр Олегович (нар. 20 січня 1985) — кандидат історичних наук. Автор понад 100 наукових статей та публікацій. Автор досліджень: «Малі Канівці: історико-краєзнавчий нарис» (2015), «Золотоноша: історична топографія та фортифікації» (2020), «Іркліїв: фортифікації козацького містечка» (2023), «Хоцьки: історія та археологія» (2025). Лауреат черкаської обласної краєзнавчої премії ім. М. Максимовича (2023).
- Томенко Микола Володимирович (нар. 11 грудня 1964) — український політик та громадський діяч.